# Marriott Marquis San Diego Marina
Le Marriott Marquis San Diego Marina est un ensemble de deux gratte-ciel de 110 mètres de hauteur construit à San Diego en Californie aux États-Unis en 1984 et 1987. Ils abritent un hôtel géré par la chaine Marriott.
La tour sud (ou Tower I) a été achevée en 1987.
La tour nord (ou Tower II) a été achevée en 1984 (d'après Emporis)
L'architecte est l'agence de Welton Becket.